# Жайворонок Віталій Вікторович
Віта́лій Ві́кторович Жа́йворонок (7 листопада 1941, с. Денисівка Оржицького району Полтавської області — 12 серпня 2019, Київ) — український мовознавець, доктор філологічних наук (з 1990), професор (з 1992). Укладач фундаментальних словників різних типів. Автор понад 100 наукових праць із лексикології, стилістики, синтаксису української мови, перекладознавства, лінгводидактики. У дослідженнях з етнолінгвістики застосовує антропоцентричний підхід до вивчення мови. У його концепції мовні одиниці постають як продукт міфічного мислення народу.

## Біографія
Народився в сім'ї селян Віктора Даниловича Жайворонка (1918—1998) і Ганни Григорівни Жайворонок (Лісничої) (1919—1998). Закінчив із золотою медаллю Денисівську середню школу (1947—1957). Вищу освіту здобув у Київському державному педінституті ім. О. М. Горького (тепер Національний педагогічний університет ім. М. П. Драгоманова) за спеціальностями «учитель української мови і літератури», «вихователь школи-інтернату» (1963). Там же навчався в аспірантурі при кафедрі української мови (1966—1969). Під керівництвом А. П. Медушевського успішно захистив кандидатську дисертацію із синтаксису української мови 1970. З 1969 р. (з перервами) працював в Інституті мовознавства ім. О. О. Потебні НАН України: молодший, старший (1988), провідний науковий співробітник (1991). У 1990 р. успішно захистив докторську дисертацію з перекладознавства (спеціальності «українська мова» і «російська мова»). У 1992 р. здобув наукове звання професора.
Помер 12 серпня 2019 року, на 78 році життя.

## Наукова діяльність

Співукладач і співредактор фундаментального «Словника української мови» в 11-ти томах (т. 7 і 8), співавтор «Словника скорочень в українській мові» (1988), співавтор і відповідальний редактор академічного «Російсько-українського словника» (2003), укладач словника-довідника «Велика чи мала літера?» (2004).
Словник В. В. Жайворонка «Знаки української етнокультури» (2006) — вдала спроба лексикографічного опису мовних одиниць, семантика яких відбиває глибинні етнокультурні нашарування. У його статтях у лінгвістичному й енциклопедичному планах описано етнокультурні концепти (знаки етнокультури) — особливі мовні продукти, які зароджуються на основі етносимволіки слова, тісно переплетеною з етносимволікою позначуваної ним реалії. Більшість цих концептів стали константами української національної культури, що завжди живилась і живиться з невичерпних народних джерел. На багатьох яскравих прикладах автор доводить, що етносимволіка реалій, які оточують людину, виводить на знакові явища етнокультури, котрі живуть передусім у слові. Мова у своїй структурі зберігає до сьогодні продукти ще міфічного світогляду пранароду, бо слово, ототожнюючись із реалією, переживає віки. Словник зажив великої популярності, готується до видання його друга доповнена редакція.
Автор монографії «Українська етнолінгвістика. Нариси» (2007), де переконливо доводить тезу, що антропоцентричний підхід до вивчення мовних одиниць збуджує зацікавленість до ролі мови як суспільного явища в системі духовних цінностей етносу, до взаємовідношення народу-творця мови та власне мови як значною мірою творця її носія. Розвиває наукове положення О. О. Потебні про те, що мовна одиниця є продуктом міфічного мислення народу, бо сама мова розвинулася з міфів, утворених за допомогою слова.
Учасник багатьох українських і міжнародних конференцій, з'їздів, конгресів. Під науковим керівництвом В. В. Жайворонка захищено цілий ряд кандидатських і докторських дисертацій. Був офіційним опонентом багатьох праць на здобуття наукових ступенів обох рівнів. Тривалий час працює в спеціалізованих учених радах Інституту мовознавства імені О. О. Потебні НАН України та Інституту філології Київського національного університету імені Т. Г. Шевченка. Свої наукові уподобання успішно реалізує у викладацькій роботі.

## Основні публікації

### Монографії
- Усне побутове літературне мовлення. — К.: Наук. думка, 1970 (автор параграфа «Синтаксичне явище приєднування в побутовому мовленні»).
- Переклад українською мовою монографії: Сухомлинський В. О. Проблеми виховання всебічно розвиненої особистості // Вибрані твори в 5-ти томах. — К., 1976. — Т. 1. — С. 55–206.
- Мова. Людина. Суспільство. — К.: Наук. думка, 1977 (автор параграфа «Дзеркало мовної культури абітурієнта»).
- Український правопис. Проєкт найновішої редакції. — К.: Наук. думка, 1999 (автор розділу «Уживання великої та малої літер (букв)»).
- Інститут мовознавства ім. О. О. Потебні НАН України — 75 (1930—2005). Матеріали до історії. — К.: Довіра, 2005 (автор розділу «Лексикологія та лексикографія»).
- Українська етнолінгвістика. Нариси. — К.: Довіра, 2007. — 261 с.

### Словники, енциклопедії
- Словник української мови: в 11-ти томах. — К.: Наук. думка, 1970—1980 (автор матеріалів VII тому — при — придушуватися; VIII тому — причавити — пріч2; розв'язаний — розкривавити; редактор матеріалів VIII тому — про — прожуритися, пролавірувати — просвіщенний, русалії — ряхтливий; рецензент ІХ тому).
- Словник скорочень в українській мові. — К.: Вища школа, 1988 (співавтор).
- Українська мова: Енциклопедія. — К.: Вид-во «Укр. енциклопедія» ім. М. П. Бажана, 2000 (2-ге вид. — 2004; 3-тє вид. — 2007; автор 4-х статей).
- Шевченківська енциклопедія. Робочий зошит. — К., 2004 (автор статей «Антоніми» і «Архаїзми»).
- Російсько-український словник / За ред. В. В. Жайворонка. — К.: Абрис, 2003 (додатковий наклад 2006, автор матеріалів за літерами а, б, в, г, д, а також пайки подавно — понедельный; наукове редагування всього Словника обсягом 250 друк. аркушів).
- Велика чи мала літера? Словник-довідник. — К.: Наук. думка, 2004.
- Знаки української етнокультури. Словник-довідник. — К.: Довіра, 2006.
- Російсько-український словник-довідник. — К.: Довіра, 2005 (автор додатків «Велика чи мала літера?», «Складні слова — словник-довідник», «Українські відповідники до найуживаніших російських усталених ділових зворотів»).
- Український орфографічний словник / Ред. кол.: В. Г. Скляренко (голова) та ін. — 9-те вид., перероб. і доп. — К.: Довіра, 2009 (член редколегії).
- Словник української мови. — 2-ге вид. — К.: ВЦ «Просвіта», 2016 (відповідальний редактор).

### Підручники, посібники
- Світлиця // Навчальний посібник з українознавства для 1-го класу. — К.: Педагогічна думка, 2001 (співавтор).
- Дивограй // Навчальний посібник з українознавства для 2-го класу. — К.: Педагогічна думка, 2001 (співавтор).
- Українська мова в професійній діяльності. — К.: Вища школа, 2006 (співавтор).

### Статті
- Складноприєднувальні конструкції в усному мовленні // Українська мова і література в школі. — К., 1969. − № 2. — С. 13–17.
- Граматична природа складноприєднувальних конструкцій усного літературного мовлення // Мовознавство. — К., 1970. − № 4. — С. 33–38.
- Стилістична характеристика складноприєднувальних конструкцій літературного мовлення // Мовознавство. — К., 1971. − № 6. — С. 73–81.
- Що не ім'я — то образ, що не прізвище — шукай змісту // Рідне слово. — К., 1974. − № 8. — С. 27–33.
- Приєднувальні сполучники у структурі складного речення // Мовознавство. — 1975. − № 5. — С. 67–74.
- Зміщені підрядні речення // Мовознавчі студії. — К., 1976. — С. 32–39.
- Безсполучникове приєднування в складному реченні // Мовознавство. — 1977. − № 1. — С. 12–20.
- Вставлені речення та розділові знаки при них // Українська мова і література в школі. — К., 1980. − № 6. — С. 16–19.
- Про статус політичної термінології в лексичній системі української мови // Мовознавство. — К., 1989. − № 4. — С. 10–18.
- З чорнобилю, любистку, з душі невмирущої // Віче. — К., 1992. − № 4. — С. 127—133; передруковано в ж. «Урок української». — К., 2002. − № 4.
- Лінгвостилістична основа поетики Т. Г. Шевченка // Мовознавство. − К., 1994. − № 2–3. — С. 3–14.
- Слово в етнологічному контексті // Мовознавство. — К., 1996. − № 1. — С. 7–14.
- Національно-забарвлена лексика в поемі І. П. Котляревського «Енеїда» // Українська мова: з минулого в майбутнє. — К., 1998. — С. 6–9.
- Українська фольклорна фразеологія як народознавче джерело (етнолінгвістичний і лінгводидактичний аспекти) // Мовознавство. Літературознавство. Методика: Збірник наукових праць. — Умань, 1999. − № 1. − С. 28–37.
- Лексична підсистема мови і значення мовних одиниць // Мовознавство. — К., 1999. − № 6. — С. 32–46.
- Національна мовотворчість і мовотворець у працях О. О. Потебні // О. О. Потебня й актуальні питання мови та культури: Збірник наукових праць. — К., 2004. — С. 63–67.
- Символіка імені в контексті етнокультури // Наук. вісник кафедри ЮНЕСКО КНЛУ. — К., 2001. — Вип. 5. — С. 106—115.
- Українська етнолінгвістика: деякі аспекти дослідження // Мовознавство. — К., 2001. − № 5. — С. 48–63.
- Проблема концептуальної картини світу та мовної її відображення // Культура народов Причерноморья. — Симферополь, 2002. − № 32. — С. 51–53.
- Міфологія і мовний світ народу в інтерпретації О. О. Потебні // Наукова спадщина О. О. Потебні в контексті сучасності. — К., 2002. — С. 74–80.
- Українські обрядові мовні формули на етнокультурному тлі // Слово. Фраза. Текст. — М., 2002. — С. 182—195.
- Словники XXI століття: наукова концепція нового «Російсько-українського словника» // Науковий вісник кафедри ЮНЕСКО КНЛУ. — К., 2002. — Вип. 6. — С. 157—162.
- Односкладні речення слов'янських мов у функціонально-граматичному та етнолінгвістичному аспектах // Мовознавство. — К., 2003. − № 2–3. — С. 86–95 (співавтор).
- Односоставные предложения в славянских языках: к вопросу методологии их исследования // 13 Megnarodni slavistĕni kongres. — Любляна, 15–21 avgusta 2003. — Zbornik povsetkov. — Legikoslovije. — C. 272—273 (співавтор).
- Мовні одиниці-етносимволи в контексті вчення О. О. Потебні // П'ятий конгрес Міжнародної асоціації україністів: Мовознавство. — Чернівці, 2004. — С. 364—368.
- Етнолінгвістика в колі суміжних наук // Мовознавство. — К., 2004. − № 5–6. — С. 23–35.
- Словари нового поколения: научная концепция новейшего «Русско-украинского словаря» // Lexikologie und Lexikographie slawischer Sprachen. — Universitet Postocker. — Heftiu. — 2004. — S. 243—254.
- Ідіостиль Т. Г. Шевченка і світова культура. — Сімферополь, 2004. — С. 41–49.
- Символіка народного та авторського (крилатого) слова й виразу // Мовознавство. — К., 2005. − № 3–4. — С. 138—147.
- Слово, Шевченком мовлене // Слово Т. Г. Шевченка в полікультурному середовищі. — Сімферополь, 2006. — С. 16–25.
- Мовні знаки культури: спроба лексикографічного опису // Лінгвостилістика: об'єкт — стиль, мета − оцінка. — К., 2007. — С. 92–102.
- Магія Шевченкового слова // Науковий часопис Національного педагогічного університету ім. М. П. Драгоманова. — Серія 8. — Філологічні науки. — Вип. 2. — К., 2009.
- Мова та етносвіт // Культура народов Причерноморья. — Симферополь, 2009. − № 168. — Т. 1. — С. 259—261.
- Український психотип у мовотворчості Тараса Шевченка // Мовознавство. — К., 2009. − № 3–4. — С. 104—111.
- Концепт «світ» у поетичній мовотворчості Тараса Шевченка // Функциональная лингвистика. — Симферополь, 2010. − № 1. — Т. 1. — С. 230—232.
- Етносимволіка українських народних пісень під кутом зору О. О. Потебні // Językowy obraz świata: historia a kultura. — Lublin, 2010. — S. 72–78.
- Етносимвольні асоціативні паралелі в українських народних піснях (під кутом зору О. О. Потебні) // Мовознавство. — К., 2010. − № 6. — С. 23–31.
- Уваги до сучасної гуманітарної термінології // Термінологічний вісник. — К., 2011. − № 1. — С. 63–69.
- Концептосфера «світ» у мовотворчості Тараса Шевченка // Життя у слові: Зб. наук. праць на пошану академіка В. М. Русанівського (1931—2007). — К., 2011. − С. 458—465.

## Відзнаки й нагороди
- Почесна грамота Президії Верховної Ради УРСР (1985).
- Почесна грамота Національної академії наук України (2005).
- Почесна грамота Кабінету Міністрів України (2010).

## У мережі
- Персональний сайт В. В. Жайворонка [Архівовано 3 квітня 2013 у Wayback Machine.]
- Профіль В. В. Жайворонка на сайті Інституту мовознавства ім. О. О. Потебні НАН України [Архівовано 28 листопада 2020 у Wayback Machine.]
- Наукометричний профіль В. В. Жайворонка (Google Академія) [Архівовано 19 вересня 2018 у Wayback Machine.]
- Візит В. В. Жайворонка до Запорізького національного університету[недоступне посилання з липня 2019]